# Beethoven et le Trésor des pirates
Pour les articles homonymes, voir Beethoven (homonymie).
Série Beethoven
Beethoven sauve Noël
(2011)
Pour plus de détails, voir Fiche technique et Distribution.
Beethoven et le Trésor des pirates ou Beethoven : Le Trésor des pirates au Québec (Beethoven's Treasure Tail) est un film américain réalisé par Ron Oliver et sorti  directement en vidéo en 2014. C'est la huitième et ultime aventure du Saint-Bernard après Beethoven (1992), Beethoven 2 (1993), Beethoven 3 (2000), Beethoven 4 (2001), Beethoven et le Trésor perdu (2003), Beethoven : Une star est née ! (2008) et Beethoven sauve Noël (2011).

## Synopsis
Un saint-bernard gaffeur et un petit garçon entrent en possession d'une carte menant au trésor d'un pirate.

## Fiche technique
Sauf indication contraire, les informations mentionnées dans cette section peuvent être confirmées par la base de données cinématographiques IMDb,  présente dans la section « Liens externes ».
- Titre : Beethoven et le Trésor des pirates
- Titre original : Beethoven's Treasure Tail
- Réalisation : Ron Oliver
- Scénario : Ron Oliver
- Décors : Brian Enman
- Costumes : Kate Rose
- Musique : Chris Hajian
- Production : Albert T. Dickerson III
- Producteur délégué : Lisa Gooding
- Société(s) de production : Universal 1440 Entertainment
- Société(s) de distribution : Universal Pictures (France)[1]
- Pays d'origine :  États-Unis
- Langue originale : anglais
- Format : couleur
- Genre : Comédie
- Durée : 93 minutes
- Dates de sortie :
  - États-Unis : 14 octobre 2014 (DVD)
  - France : 2 décembre 2014 (DVD)[1]

## Distribution
- Jonathan Silverman (VF : Mathias Kozlowski ; VQ : Gilbert Lachance) : Eddie Thornton
- Kristy Swanson (VF : Pascale Chemin ; VQ : Mélanie Laberge) : Anne Parker
- Bretton Manley (VF : Thomas Sagols ; VQ : Matis Ross) : Sam Parker
- Jeffrey Combs (VF : Pascal Germain ; VQ : Sébastien Dhavernas) : Fritz Bruchschnauser / Howard Belch
- Alec Mapa (VQ : François Godin) : Simon
- Jayne Eastwood (VF : Cathy Cerdà ; VQ : Natalie Hamel-Roy) : Grace O'Malley
- David DeLuise (VQ : Frédérik Zacharek) : Phil
- Brian George (VF : Michel Voletti) : Trentino
- Udo Kier (VF : Michel Voletti) : le vrai Fritz Bruchschnauser
- Colin Mochrie (VF : Michel Voletti) : Dr Kelp
- Richard M. Dumont (en) (VF : Jean-François Aupied) : Duncan
- Morgan Fairchild (VF : Céline Monsarrat) : Charlene
- Patrick Kwok-Choon (en) : Justin
- Brian Downey : Norman, le magicien

 Source et légende : version française (VF) sur RS Doublage et version québécoise (VQ) sur Doublage Québec.